# Културни центар Градишка
Културни центар Градишка je установа културе у Градишки, БиХ, основана 2008. године. Налази се на адреси Младена Стојановића бр. 15.

## Опште информације
Културни центар Градишка је отворен на Малу Госпојину, крсну славу општине Градишка, 21. септембра 2008. године и представља један од најмодернијих објеката овог типа у Републици Српској, као и у БиХ.

### Простор Културног центра
Центар ради и органијује своје активности на простору од 5.500 м2, и у оквиру њега се налазе:
- пет сала (двотрана) - (најмања има капацитет до 100 места и намењена је књижевним вечерима, састанцима и семинарима; концертна има капацитет од 260 места; велика има капацитет 430 места и конгресног је типа; универзална сала и Сала за припрему програма немају фиксне фотеље због мултифункционалности)
- изожбени салон, и
- летна позорница.

## Културни садржаји
Програм Културног центра је веома интензиван и разнолик, а број догађаја организованих у току године се креће око 150.